# Evangelická kaple (Nýdek)
Evangelická kaple v Nýdku se nachází v obci Nýdek v okrese Frýdek-Místek na evangelickém hřbitově a slouží k bohoslužebným účelům Slezské církve evangelické augsburského vyznání. S ohledem na svou velikost bývá též označována za kostel.
Kaple z režného zdiva byla vystavěna v letech 1903–1904. Nahradila dřívější dřevěnou márnici. Výstavbu provedla firma Ludwig Kametz z Těšína. Do kaple byl přenesen z bývalé márnice malý zvon a u Carla Schwabeho z Bělé byly objednány dva nové zvony. Posvěcení kaple se uskutečnilo 26. června 1904.
Zvony byly zrekvírovány během první světové války. Po válce byly do kaple opatřeny tři nové zvony, ty padly za oběť rekvizici v roce 1942. Po Druhé světové válce byl do kaple přenesen železný zvon z roku 1918, který se původně nacházel v evangelické škole v Nýdku-Hluchové.
Kaple prošla dvěma rozsáhlými rekonstrukcemi: V roce 1968 byl zvětšen sál o 7 metrů na dvojnásobnou kapacitu a roku 1990 byla v kapli vestavěna pavlač a instalován oltář, který se původně nacházel v německém evangelickém sborovém domě v Novém Jičíně.